# Party's Just Begun (Again)
Party's Just Begun (Again) conosciuta anche come Party è il primo singolo estratto dall'album di debutto di Nelly Furtado, Whoa, Nelly!.
È stato pubblicato in formato 12" vinile che conteneva, oltre alla canzone, tutti i suoi remix.

## Tracce
Doppio 12" vinile tracce
A1. "Party's Just Begun (Again)" (LP version) – 3:58
A2. "Party's Just Begun (Again)" (Decibel mix) – 6:28
A3. "Party's Just Begun (Again)" (Syndicate mix) – 6:57
B1. "Party's Just Begun (Again)" (Gavo's Deep Fried mix) – 7:15
B2. "Party's Just Begun (Again)" (Choroni mix) – 4:29
B3. "Party's Just Begun (Again)" (reprise) – 4:53
B4. "Party's Just Begun (Again)" (vocal mix) – 3:37